# 文伏波
文伏波（1925年8月5日—2020年10月28日），中国水利专家，曾任长江水利委员会副主任。湖南桃江人。

## 生平
1943年考入国立中央大学工学院水利系，1944年参加中国远征军，抗日战争胜利后回到中央大学继续学业，1949年毕业。先后参加荆江分洪工程设计施工、汉江杜家台分洪工程设计、丹江口水利枢纽初步设计，组织葛洲坝水利枢纽的设计施工和研究，主持修订《长江流域规划》。“葛洲坝二、三江工程及其水电机组”获国家科技进步特等奖。1994年当选中国工程院院士 。
于2020年10月28日，因病医治无效，在武汉逝世，享年96岁。